# The Kills

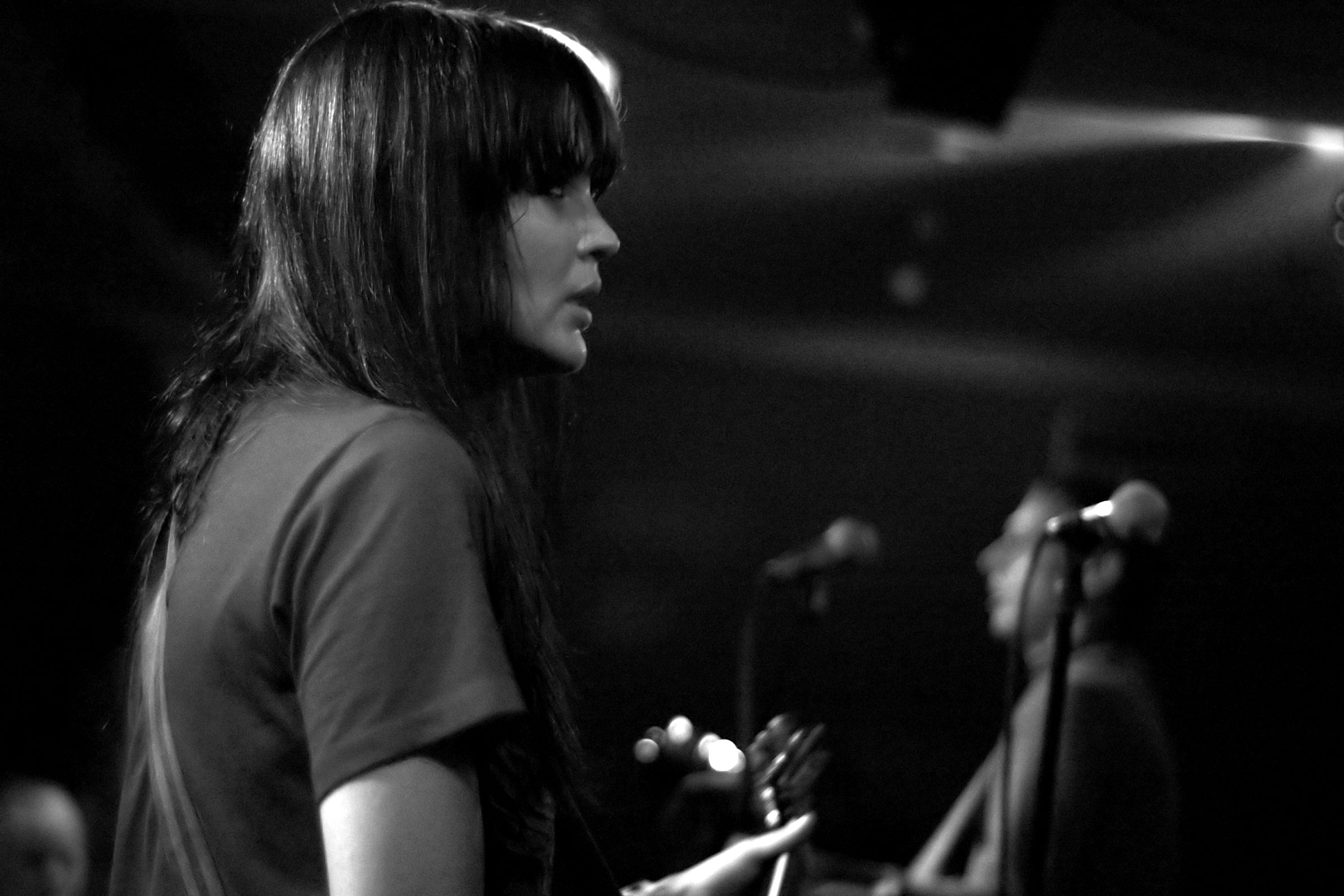
The Kills live i Stockholm 2005.

The Kills är ett rockband bestående av den amerikanska sångerskan VV (Alison Mosshart) och den brittiske gitarristen Hotel (Jamie Hince). Duons musik är minimalistisk och lo-fi med influenser från blues och punk.
De båda musikerna började skriva låtar tillsammans 2000. Mosshart hade tidigare spelat i bandet Discount och Hince i Scarfo. Kommunikationen skedde till en början via post, men då detta tog för lång tid flyttade Mosshart från Florida till London, där Hince bodde. De tog namnen VV och Hotel för att markera en nystart i sina musikaliska karriärer. 2001 släppte de en demo och sedan debut-EP:n Black Rooster 2002, på det brittiska indiebolaget Domino Records. Albumdebuten Keep on Your Mean Side kom året efter och följdes upp av No Wow (2005) och Midnight Boom (2008).
Efter att The Kills turnerat med The Raconteurs bildade Mosshart 2009 The Dead Weather med medlemmar från bandet, vilket innebar en paus för The Kills. De återkom 2011 med albumet Blood Pressures.

## Diskografi
Studioalbum
- 2003 – Keep on Your Mean Side
- 2005 – No Wow
- 2008 – Midnight Boom
- 2011 – Blood Pressures
- 2016 – Ash & Ice

Livealbum
- 2013 – Live At Third Man Records

EP
- 2002 – Black Rooster
- 2003 – Fried My Little Brains
- 2005 – Run Home Slow
- 2009 – Black Balloon
- 2009 – Live Session EP
- 2012 – The Last Goodbye

Singlar (topp 100 på UK Singles Chart)
- 2003 – "Fried My Little Brains" (#55)
- 2003 – "Pull a U" (#80)
- 2005 – "The Good Ones" (#23)
- 2005 – "Love Is a Deserter" (#44)
- 2006 – "No Wow" (#53)